# Lostorf
Lostorf (toponimo tedesco) è un comune svizzero di 3 926 abitanti del Canton Soletta, nel distretto di Gösgen.